# 1998年のMLBシーズン最多本塁打記録対決
1998年のMLBシーズン最多本塁打記録対決は、メジャーリーグベースボールに於ける、マーク・マグワイア一塁手（セントルイス・カージナルス）と、サミー・ソーサ右翼手（シカゴ・カブス）による、1998年のナショナルリーグ本塁打王争い。同年、マスコミを中心に話題となった。
両者共、1961年にニューヨーク・ヤンキースのロジャー・マリスが樹立した、シーズン61本塁打のMLB記録を更新するほどのハイレベルな争いとなり、最終的にマグワイアが70本塁打、ソーサが66本塁打で終えた。1994年からの232日間に及ぶ長期ストライキ以降に、大きく落ち込んでいたMLB全体の観客動員数も、1998年シーズンはスト以前の水準にまで戻るほどの盛り上がりを見せた。
マグワイアは、シアトル・マリナーズのケン・グリフィー・ジュニアと共にアメリカ野球人気復活の立役者となり、このシーズンに成績を大きく向上させたソーサも、母国・ドミニカ共和国の国民的英雄となった。なお、マグワイアが樹立した70本塁打のシーズン本塁打記録は、3年後の2001年にバリー・ボンズ（サンフランシスコ・ジャイアンツ）によって破られ、73本塁打に更新された。

## 概要
1998年以前にも、ロジャー・マリスの61本塁打のシーズン記録を破る寸前まで来ていた選手も存在していた。
232日間に及ぶ長期ストライキが実施され、シーズンが途中で中断された1994年には、ジャイアンツのマット・ウィリアムズが112試合出場で43本塁打（残り47試合）、シアトル・マリナーズのケン・グリフィー・ジュニアは111試合出場で40本塁打（残り50試合）と、それぞれ中断時にシーズン61本、58本のペースで本塁打を量産していた。
1995年にクリーブランド・インディアンスのアルバート・ベルは、セシル・フィルダー以来となる、5年ぶりにシーズン50本塁打を達成した打者となった。
1996年には50本塁打以上の打者が2人出現した。ボルチモア・オリオールズのブレイディ・アンダーソンは、前年の16本塁打から3倍以上も増やす50本塁打を放ち、オークランド・アスレチックスのマーク・マグワイアは130試合出場ながら52本塁打を放った。
1997年はグリフィーが56本塁打で2位に12本差を付けてアメリカンリーグの本塁打王のタイトルを獲得したが、マグワイアはナショナルリーグのセントルイス・カージナルスへシーズン途中に移籍したにもかかわらず、両リーグの本塁打王を上回る58本塁打を記録した（ナショナルリーグの本塁打王はコロラド・ロッキーズのラリー・ウォーカーで49本塁打）。
1998年はスプリングトレーニングの時期から、マグワイアやグリフィーがマリスのシーズン本塁打記録を更新する可能性について盛んに語られ、注目されていた。この年は5月終了時点ではカージナルスのマグワイアが27本塁打、シカゴ・カブスのサミー・ソーサが13本塁打と14本の差があったが、ソーサが6月に月間新記録となる20本塁打を記録し、7月10日にはマグワイアが37本塁打、ソーサが35本塁打と2本差にまで縮めた。
マグワイアは9月8日のカブス戦で、スティーブ・トラクセルから62号本塁打を放ち、マリスの記録を破った。祝福の輪には右翼の守備位置からソーサも駆けつけ、2人でお互いにキスを投げ合って親密ぶりを見せた。マグワイアはその後に一塁側スタンドに駆け込み、かつての記録保持者マリスの遺族と抱き合った。ソーサも9月13日に62号本塁打を放ちマグワイアと並んだ。65本塁打で並んで迎えた9月25日の試合では共に66号本塁打を放ち2試合連続で並んだ。マグワイアは残りの2試合で2本塁打ずつを放ち、70本塁打でシーズンを終えた。ソーサは残りの3試合で本塁打が出ずに66本塁打で終了したが、打率.308・158打点（マグワイアは打率.299・147打点）を記録して打点王のタイトルを獲得し、MVPも受賞した。
シーズン前にはマグワイアと共に本塁打記録の更新が期待されていたグリフィーは7月10日時点でマグワイアと同数の37本塁打を記録していたが、その後に失速して56本塁打に終わり、アメリカンリーグの本塁打王のタイトルを獲得した。
- マーク・マグワイア
- サミー・ソーサ

## 本塁打一覧
|      | マーク・マグワイア | マーク・マグワイア | マーク・マグワイア           | マーク・マグワイア   | サミー・ソーサ | サミー・ソーサ | サミー・ソーサ               | サミー・ソーサ       |
| 本数 | 日付               | 飛距離             | 相手投手                     | 対戦チーム           | 日付           | 飛距離         | 相手投手                     | 対戦チーム           |
| ---- | ------------------ | ------------------ | ---------------------------- | -------------------- | -------------- | -------------- | ---------------------------- | -------------------- |
| 1号  | 3月31日            | 111m               | ラモン・マルティネス         | ドジャース           | 4月4日         | 113m           | マーク・バルデス             | エクスポズ           |
| 2号  | 4月2日             | 112m               | フランク・ランクフォード     | ドジャース           | 4月11日        | 107m           | アンソニー・テルフォード     | エクスポズ           |
| 3号  | 4月3日             | 111m               | マーク・ラングストン         | パドレス             | 4月15日        | 131m           | デニス・クック               | メッツ               |
| 4号  | 4月4日             | 128m               | ドン・ウェンガート           | パドレス             | 4月23日        | 128m           | ダン・ミセリ                 | パドレス             |
| 5号  | 4月14日            | 129m               | ジェフ・スーパン             | ダイヤモンドバックス | 4月24日        | 131m           | イスマエル・バルデス         | ドジャース           |
| 6号  | 4月14日            | 106m               | ジェフ・スーパン             | ダイヤモンドバックス | 4月27日        | 132m           | ジョーイ・ハミルトン         | パドレス             |
| 7号  | 4月14日            | 141m               | バリー・マニュエル           | ダイヤモンドバックス | 5月3日         | 113m           | クリフ・ポリット             | カージナルス         |
| 8号  | 4月17日            | 128m               | マット・ホワイトサイド       | フィリーズ           | 5月16日        | 134m           | スコット・サリバン           | レッズ               |
| 9号  | 4月21日            | 133m               | トレイ・ムーア               | エクスポズ           | 5月22日        | 134m           | グレッグ・マダックス         | ブレーブス           |
| 10号 | 4月25日            | 128m               | ジェリー・スプラドリン       | フィリーズ           | 5月25日        | 125m           | ケビン・ミルウッド           | ブレーブス           |
| 11号 | 4月30日            | 113m               | マーク・ピスシオータ         | カブス               | 5月25日        | 128m           | マイク・キャザー             | ブレーブス           |
| 12号 | 5月1日             | 110m               | ロッド・ベック               | カブス               | 5月27日        | 140m           | ダリン・ウィンストン         | フィリーズ           |
| 13号 | 5月8日             | 109m               | リック・リード               | メッツ               | 5月27日        | 122m           | ウェイン·ゴメス              | フィリーズ           |
| 14号 | 5月12日            | 161m               | ポール・ワグナー             | ブルワーズ           | 6月1日         | 131m           | ライアン・デンプスター       | マーリンズ           |
| 15号 | 5月14日            | 116m               | ケビン・ミルウッド           | ブレーブス           | 6月1日         | 125m           | オスカー・ヘンリケス         | マーリンズ           |
| 16号 | 5月16日            | 166m               | リバン・ヘルナンデス         | マーリンズ           | 6月3日         | 113m           | リバン・ヘルナンデス         | マーリンズ           |
| 17号 | 5月18日            | 146m               | ヘスス・サンチェス           | マーリンズ           | 6月5日         | 113m           | ジム・パーク                 | ホワイトソックス     |
| 18号 | 5月19日            | 134m               | タイラー・グリーン           | フィリーズ           | 6月6日         | 125m           | カルロス・カスティーヨ       | ホワイトソックス     |
| 19号 | 5月19日            | 144m               | タイラー・グリーン           | フィリーズ           | 6月7日         | 116m           | ジェームズ・ボールドウィン   | ホワイトソックス     |
| 20号 | 5月19日            | 137m               | ウェイン・ゴメス             | フィリーズ           | 6月8日         | 104m           | ラトロイ・ホーキンス         | ツインズ             |
| 21号 | 5月22日            | 130m               | マーク・ガードナー           | ジャイアンツ         | 6月13日        | 125m           | マーク・ポーチュガル         | フィリーズ           |
| 22号 | 5月23日            | 112m               | リッチ・ロドリゲス           | ジャイアンツ         | 6月15日        | 128m           | カル・エルドレッド           | ブルワーズ           |
| 23号 | 5月23日            | 145m               | ジョン・ジョンストン         | ジャイアンツ         | 6月15日        | 125m           | カル・エルドレッド           | ブルワーズ           |
| 24号 | 5月24日            | 121m               | ロブ・ネン                   | ジャイアンツ         | 6月15日        | 126m           | カル・エルドレッド           | ブルワーズ           |
| 25号 | 5月25日            | 132m               | ジョン・トムソン             | ロッキーズ           | 6月17日        | 131m           | ブロンスウェル・パトリック   | ブルワーズ           |
| 26号 | 5月29日            | 118m               | ダン・ミセリ                 | パドレス             | 6月19日        | 116m           | カールトン・ローワー         | フィリーズ           |
| 27号 | 5月30日            | 129m               | アンディ・アシュビー         | パドレス             | 6月19日        | 116m           | カールトン・ローワー         | フィリーズ           |
| 28号 | 6月5日             | 125m               | オーレル・ハーシュハイザー   | ロッキーズ           | 6月20日        | 112m           | マット・ビーチ               | フィリーズ           |
| 29号 | 6月8日             | 109m               | ジェイソン・ベア             | ホワイトソックス     | 6月20日        | 152m           | トビー・ボーランド           | フィリーズ           |
| 30号 | 6月10日            | 125m               | ジム・パーク                 | ホワイトソックス     | 6月21日        | 116m           | タイラー・グリーン           | フィリーズ           |
| 31号 | 6月12日            | 134m               | アンディ・ベネス             | ダイアモンドバックス | 6月24日        | 119m           | セス・グライシンガー         | タイガース           |
| 32号 | 6月17日            | 133m               | ホセ・リマ                   | アストロズ           | 6月25日        | 122m           | ブライアン・モーラー         | タイガース           |
| 33号 | 6月18日            | 137m               | シェーン・レイノルズ         | アストロズ           | 6月30日        | 111m           | アラン・エンブリー           | ダイヤモンドバックス |
| 34号 | 6月24日            | 132m               | ジャレット・ライト           | インディアンス       | 7月9日         | 132m           | ジェフ・ジューデン           | ブルワーズ           |
| 35号 | 6月25日            | 141m               | デーブ・バーバ               | インディアンス       | 7月10日        | 130m           | スコット・カール             | ブルワーズ           |
| 36号 | 6月27日            | 131m               | マイク・トロンブリー         | インディアンス       | 7月17日        | 134m           | カート・オハラ               | マーリンズ           |
| 37号 | 6月30日            | 144m               | グレンドン・ラッシュ         | ロイヤルズ           | 7月22日        | 111m           | ミゲル・バティスタ           | エクスポズ           |
| 38号 | 7月11日            | 148m               | ビリー・ワグナー             | アストロズ           | 7月26日        | 128m           | リック・リード               | メッツ               |
| 39号 | 7月12日            | 123m               | ショーン・バーグマン         | アストロズ           | 7月27日        | 106m           | ウィリー・ブレアー           | ダイヤモンドバックス |
| 40号 | 7月12日            | 126m               | スコット・エラートン         | アストロズ           | 7月27日        | 134m           | アラン・エンブリー           | ダイヤモンドバックス |
| 41号 | 7月17日            | 156m               | ブライアン・ボハノン         | ドジャース           | 7月28日        | 119m           | ボブ・ウォルコット           | ダイヤモンドバックス |
| 42号 | 7月17日            | 130m               | アントニオ・オスーナ         | ドジャース           | 7月31日        | 114m           | ジェイミー・ライト           | ロッキーズ           |
| 43号 | 7月20日            | 138m               | ブライアン・ボーリンガー     | パドレス             | 8月5日         | 114m           | アンディ・ベネス             | ダイヤモンドバックス |
| 44号 | 7月26日            | 138m               | ジョン・トムソン             | ロッキーズ           | 8月8日         | 122m           | リッチ・クローショア         | カージナルス         |
| 45号 | 7月28日            | 124m               | マイク・マイヤーズ           | ブルワーズ           | 8月10日        | 110m           | ラス・オルティス             | ジャイアンツ         |
| 46号 | 8月8日             | 114m               | マーク・クラーク             | カブス               | 8月10日        | 146m           | クリス・ブロック             | ジャイアンツ         |
| 47号 | 8月11日            | 141m               | ボビー・ジョーンズ           | メッツ               | 8月16日        | 110m           | ショーン・バーグマン         | アストロズ           |
| 48号 | 8月19日            | 121m               | マット・カーチナー           | カブス               | 8月19日        | 112m           | ケント・ボッテンフィールド   | カージナルス         |
| 49号 | 8月19日            | 125m               | テリー・マルホランド         | カブス               | 8月21日        | 131m           | オーレル・ハーシュハイザー   | ジャイアンツ         |
| 50号 | 8月20日            | 112m               | ウィリー・ブレアー           | メッツ               | 8月23日        | 134m           | ホセ・リマ                   | アストロズ           |
| 51号 | 8月20日            | 120m               | リック・リード               | メッツ               | 8月23日        | 116m           | ホセ・リマ                   | アストロズ           |
| 52号 | 8月22日            | 145m               | フランシスコ・コードバ       | パイレーツ           | 8月26日        | 134m           | ブレット・トムコ             | レッズ               |
| 53号 | 8月23日            | 120m               | リカルド・リンコン           | パイレーツ           | 8月28日        | 126m           | ジョン・トムソン             | ロッキーズ           |
| 54号 | 8月26日            | 155m               | ジャスティン・スパイアー     | マーリンズ           | 8月30日        | 147m           | ダリル・カイル               | ロッキーズ           |
| 55号 | 8月30日            | 153m               | デニス・マルティネス         | ブレーブス           | 8月31日        | 111m           | ブレット・トムコ             | レッズ               |
| 56号 | 9月1日             | 137m               | リバン・ヘルナンデス         | マーリンズ           | 9月2日         | 111m           | ジェイソン・ベア             | レッズ               |
| 57号 | 9月1日             | 144m               | ドン・ポール                 | マーリンズ           | 9月4日         | 114m           | ジェイソン・シュミット       | パイレーツ           |
| 58号 | 9月2日             | 151m               | ブライアン・エドモンソン     | マーリンズ           | 9月5日         | 127m           | ショーン・ローレンス         | パイレーツ           |
| 59号 | 9月2日             | 140m               | ロブ・スタニファー           | マーリンズ           | 9月11日        | 141m           | ビル・パルシファー           | ブルワーズ           |
| 60号 | 9月5日             | 116m               | デニス・レイエス             | レッズ               | 9月12日        | 131m           | バレリオ・デ・ロス・サントス | ブルワーズ           |
| 61号 | 9月7日             | 131m               | マイク・モーガン             | カブス               | 9月13日        | 146m           | ブロンスウェル・パトリック   | ブルワーズ           |
| 62号 | 9月8日             | 104m               | スティーブ・トラクセル       | カブス               | 9月13日        | 146m           | エリック・プランク           | ブルワーズ           |
| 63号 | 9月15日            | 117m               | ジェイソン・クリスチャンセン | パイレーツ           | 9月16日        | 132m           | ブライアン・ボーリンガー     | パドレス             |
| 64号 | 9月18日            | 129m               | ラファエル・ローク           | ブルワーズ           | 9月23日        | 105m           | ラファエル・ローク           | ブルワーズ           |
| 65号 | 9月20日            | 129m               | スコット・カール             | ブルワーズ           | 9月23日        | 125m           | ロッド・ヘンダーソン         | ブルワーズ           |
| 66号 | 9月25日            | 114m               | シェーン・ベネット           | エクスポズ           | 9月25日        | 141m           | ホセ・リマ                   | アストロズ           |
| 67号 | 9月26日            | 123m               | ダスティン・ハーマンソン     | エクスポズ           |                |                |                              |                      |
| 68号 | 9月26日            | 133m               | カーク・ブリンジャー         | エクスポズ           |                |                |                              |                      |
| 69号 | 9月27日            | 115m               | マイク・サーマン             | エクスポズ           |                |                |                              |                      |
| 70号 | 9月27日            | 113m               | カール・パバーノ             | エクスポズ           |                |                |                              |                      |

## ステロイド疑惑
1998年夏にマグワイアは筋肉増強効果のある薬物、アンドロステンジオンの使用を認めているが、当時のMLBでは禁止されていなかった。チームメートだったホセ・カンセコは2005年2月に出版されたその著書『禁断の肉体改造』の中で、マグワイアは新人王を獲得した翌年の1988年には道義的に使用を問題視されていたアナボリックステロイドを確実に常用していたと指摘している。2005年3月に開かれたステロイド使用疑惑に関する合衆国下院公聴会に繰り返し証人喚問された際、マグワイアは薬物使用を問われて「過去の自分の行為は現在のスキャンダルとは無関係なのでお答え出来ません」と涙まじりに証言を拒否した。その後は実質的に黙秘権を行使して使用の有無の明言は避けた。しかし古巣カージナルスの打撃コーチに就任するにあたり、2010年1月11日に放送された特別番組では「愚かな過ちだった。絶対にステロイドに手を出さなければよかったし、心から謝罪する。使わずに好成績の年もあれば使っても駄目な年もあったが、ともかくやるべきではなかった」と、ステロイドを使用していたと告白した。告白によると1989年のシーズンオフ中に短期間ステロイドを使用し、1993年に故障してからは再び使用した。本塁打記録を更新した1998年シーズンを含めて早期回復と再発防止を目的に時折ステロイドを使用したとされ、記録目的ではないと答えている。
ソーサは2005年の下院公聴会でマグワイア、カンセコ、ラファエル・パルメイロらと並んで座り、「違法なパフォーマンス向上薬物を使用したことはないし、アメリカ合衆国やドミニカ共和国の法律を破っていない。私はクリーンだ」と述べている。しかし2009年6月16日、6年前に実施された名前非公表のドーピング検査で陽性反応を示していたことが報じられた。